# Phan Thuận An
Phan Thuận An (sinh 1940 tại Thừa Thiên Huế) là một nhà nghiên cứu về Huế nổi tiếng. Là một người giỏi cả tiếng Anh, tiếng Pháp lẫn tiếng Hán Nôm, Phan Thuận An được biết đến nhiều qua các sách và công trình nghiên cứu về Huế của mình.

## Tiểu sử
Phan Thuận An sinh năm 1940 tại Thừa Thiên Huế. Năm 1966, ông tốt nghiệp Trường Đại học Văn khoa Huế (thuộc Viện Đại học Huế), khoa sử. Sau đó ông học tiếp và tốt nghiệp Cao học Sử năm 1972 tại Viện Đại học Sài Gòn. Sau đó ông về giảng dạy tại Quốc học Huế rồi chuyển sang làm việc ở Trung tâm Bảo tồn Di tích Cố đô Huế cho đến khi về hưu năm 2004. Hiện ông đang sống tại ngôi nhà vườn rất nổi tiếng ở Huế là "phủ Công chúa Ngọc Sơn" (con gái thứ hai của vua Đồng Khánh và chồng là phò mã Nguyễn Hữu Tiến).

## Sự nghiệp
Ông là một am tường về Huế người thông thạo nhiều ngoại ngữ: tiếng Anh, tiếng Pháp và cả Hán Nôm nên trong các công trình nghiên cứu của mình ông sử dụng rất nhiều tư liệu gốc của nước ngoài viết về Huế. Tính tới nay ông đã có vài trăm công trình nghiên cứu về Huế được xuất bản, nhiều công trình nổi tiếng về Cố đô Huế, Kinh thành Huế, Quần thể di tích Cố đô Huế... đã được dịch ra nhiều thứ tiếng và được nhiều thư viện khắp nơi trên thế giới lưu trữ gồm cả Thư viện Quốc hội Hoa Kỳ. Một trong các công trình quan trọng của ông là bộ sưu tập các hình ảnh xưa về Huế, đây là cơ sở quan trọng mà về sau những người phục dựng tôn tạo quần thể di tích cố đô Huế sử dụng trong công việc của mình. Ông đồng thời cũng là người chịu trách nhiệm chính trong việc soạn thảo hồ sơ về quần thể di tích Huế để nộp cho UNESCO trong các năm 1992 và 1993; và các tư liệu của ông đã góp một phần rất lớn trong việc UNESCO công nhận quần thể di tích này là di sản văn hóa thế giới.

## Nhận xét
- Nhà nghiên cứu Trần Đức Anh Sơn trong cuốn Huế - Triều Nguyễn một cái nhìn, Nhà xuất bản Thuận Hóa xuất bản năm 2004, phần lời tựa đã gọi Phan Thuận An là một "cây cổ thụ trong nghiên cứu Huế".

| “ | Bên cạnh công tác nghiên cứu văn hóa Huế, nhà Huế học Phan Thuận An còn là một mẫu người điển hình cho phong cách văn hoá Huế truyền thống. Với một phong thái thâm trầm, nhẹ nhàng, kín đáo và coi trọng lễ nghi trong giao tiếp, người đối thoại với ông luôn có một cảm giác thú vị như được tiếp xúc với nét văn hóa truyền thống Huế. Vì vậy, nhiều đoàn nghiên cứu và những người quan tâm đến văn hóa Huế ở trong và ngoài nước khi ghé thăm Huế đều tìm đến gặp ông. Họ đến với ông vừa để trao đổi sẻ chia các vấn đề thuộc về học thuật và cũng vừa để được trực tiếp thấy những nét văn hóa Huế điển hình từ con người, phong cách của ông cũng như chiêm ngưỡng biệt phủ thanh tịnh, ngát hương sen và xanh cỏ cây mà ông còn giữ được cho đến tận ngày nay. | ” |

## Các nghiên cứu chính
- Phan Thuận An, Phòng thành Huế, Tiểu luận Cao học sử, Sài Gòn, 1972.
- Phan Thuận An, Huế Xưa Và Nay Di Tích - Danh Thắng, Nhà xuất bản Văn hóa Thông tin, 2008.
- Phan Thuận An, Quần Thể Di Tích Huế (Việt Nam - Di Sản Thế giới), Nhà xuất bản Trẻ, 2005.
- Phan Thuận An, Bức trấn phong THIÊN TỬ TỪ THẦN ở Bảo tàng Mỹ thuật cung đình Huế (TBHNH 2005)[liên kết hỏng], Viện nghiên cứu Hán Nôm.
- Phan Thuận An, Bài văn bia "Hành cung Tĩnh Viêm" của vua Khải Định, người phát hiện khu du lịch Lăng Cô (TBHNH 2001)[liên kết hỏng], Viện Nghiên cứu Hán Nôm.
- Phan Thuận An, Huế đẹp - Huế thơ/ Phan Thuận An...., Huế: Nhà Xuất bản Thuận Hoá, 1997.
- Phan Thuận An: Bài giảng lớp Đại học Nhã nhạc, Trường ĐHNT Huế, 1998.
- Phan Thuận An "Võ miếu ở Huế" trong tạp chí "Hồn Việt" số 2, Trung tâm Nghiên cứu Quốc học, Nhà xuất bản Văn Học, 2004.
- Phan Thuận An, Có gì lạ trong cung Nguyễn?, Nhà xuất bản Thuận Hóa, 1991.
- Phan Thuận An, Kinh Thành Huế, Nhà xuất bản Thuận Hóa, 1999.
- Phan Thuận An, Kiến trúc cố đô Huế, Huế: Nhà xuất bản Thuận Hóa, 1995.
- Phan Thuận An, Phạm Đức Thành Dũng, Phan Thanh Hải và Nguyễn Phước Hải Trung, Thần Kinh Nhị Thập Cảnh-Thơ vua Thiệu Trị. Nhà xuất bản Thuận Hóa, 1997.
- Phùng Phu Phạm Quốc Quân chủ trì, nhóm thực hiện Phan Thuận An và đồng sự, Khảo cổ học tại di tích cố đô Huế, 1999-2002; Bảo tàng lịch sử Việt Nam: Trung tâm bảo tồn di tích cố đô Huế, 2003.
- Phan Thuận An, Cố đô Huế, đẹp và thơ; Nhà xuất bản Thuận Hóa, 1995